# Podsavezna nogometna liga NP Karlovac 1966./67.
| Mj. | Klub                         | Sus.                              | Pobj.                             | Ner.                              | Por.                              | GR.                               | Bod.                              |
| --- | ---------------------------- | --------------------------------- | --------------------------------- | --------------------------------- | --------------------------------- | --------------------------------- | --------------------------------- |
| 1.  | NK Korana Turanj             | 24                                | 20                                | 3                                 | 1                                 | 82:25                             | 43                                |
| 2.  | NK Vatrogasac Gornje Mekušje | 24                                | 17                                | 4                                 | 3                                 | 91:34                             | 38                                |
| 3.  | NK Proleter Ilovac           | 24                                | 17                                | 3                                 | 4                                 | 93:30                             | 37                                |
| 4.  | NK Duga Resa                 | 24                                | 17                                | 3                                 | 4                                 | 93:30                             | 37                                |
| 5.  | NK Jaska Jastrebarsko        | 24                                | 15                                | 2                                 | 7                                 | 93:45                             | 32                                |
| 6.  | NK Krajišnik Velika Kladuša  | 24                                | 13                                | 5                                 | 6                                 | 68:54                             | 31                                |
| 7.  | NK Zadrugar Mostanje         | 24                                | 10                                | 4                                 | 10                                | 60:49                             | 24                                |
| 8.  | NK Kamensko                  | 24                                | 6                                 | 7                                 | 11                                | 37:50                             | 19                                |
| 9.  | NK Mrežnica Zvečaj           | 24                                | 7                                 | 3                                 | 14                                | 47:80                             | 17                                |
| 10. | NK Omladinac Draganić        | 24                                | 5                                 | 3                                 | 17                                | 31:83                             | 12                                |
| 11. | NK Kupa Donje Mekušje        | 24                                | 5                                 | 2                                 | 17                                | 31:93                             | 12                                |
| 12. | NK Mladost Rečica            | 24                                | 3                                 | 2                                 | 19                                | 27:81                             | 8                                 |
| 13. | NK Tekstilac Generalski Stol | 24                                | 1                                 | 0                                 | 23                                | 9:111                             | 2                                 |
| 14. | NK Petrova gora Vojnić       | odustala prije početka natjecanja | odustala prije početka natjecanja | odustala prije početka natjecanja | odustala prije početka natjecanja | odustala prije početka natjecanja | odustala prije početka natjecanja |